# Dětské hřiště

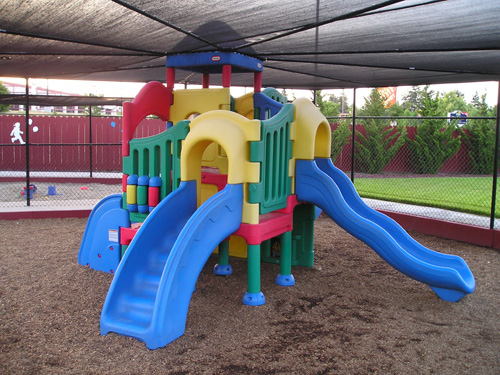
Plastová prolézačka

Dětské hřiště je místo, kde se nachází různá herní zařízení, se kterými nebo na kterých si děti (zpravidla do 14 let) mohou hrát. Hřiště se nejčastěji nacházejí v obcích nebo hustě obydlených oblastech, bývají oddělena plotem. Mohou být součástí veřejných prostor (sídliště, parky apod.) i uzavřených prostor (školky, jesle) Hřiště lze nalézt také ve vnitřních prostorách, např. v obchodních centrech.
Pro starší děti je určeno robinsonádní hřiště.

## Historie
Dětská hřiště začala vznikat ve městech v 19. století, kdy pobyt dětí na ulicích přestával být bezpečný. Jejich rozvoj nastal především ve 2. polovině 20. století. Mezi nejstarší dětská hřiště patřila pískoviště.
V bývalé ČSSR (stejně jako v jiných zemích) došlo k významnému rozvoji dětských hřišť v 60. a 70. letech 20. století v souvislosti s výstavbou sídlišť. V rámci tzv. občanské vybavenosti byly budovány nejen školy, obchody a další zařízení, ale také dětská hřiště. V některých případech byly v této době prvky hřišť (prolézačky) koncipovány i jako umělecká díla. Bezpečnost a vybavení dětských hřišť nevyhovovaly současným požadavkům.

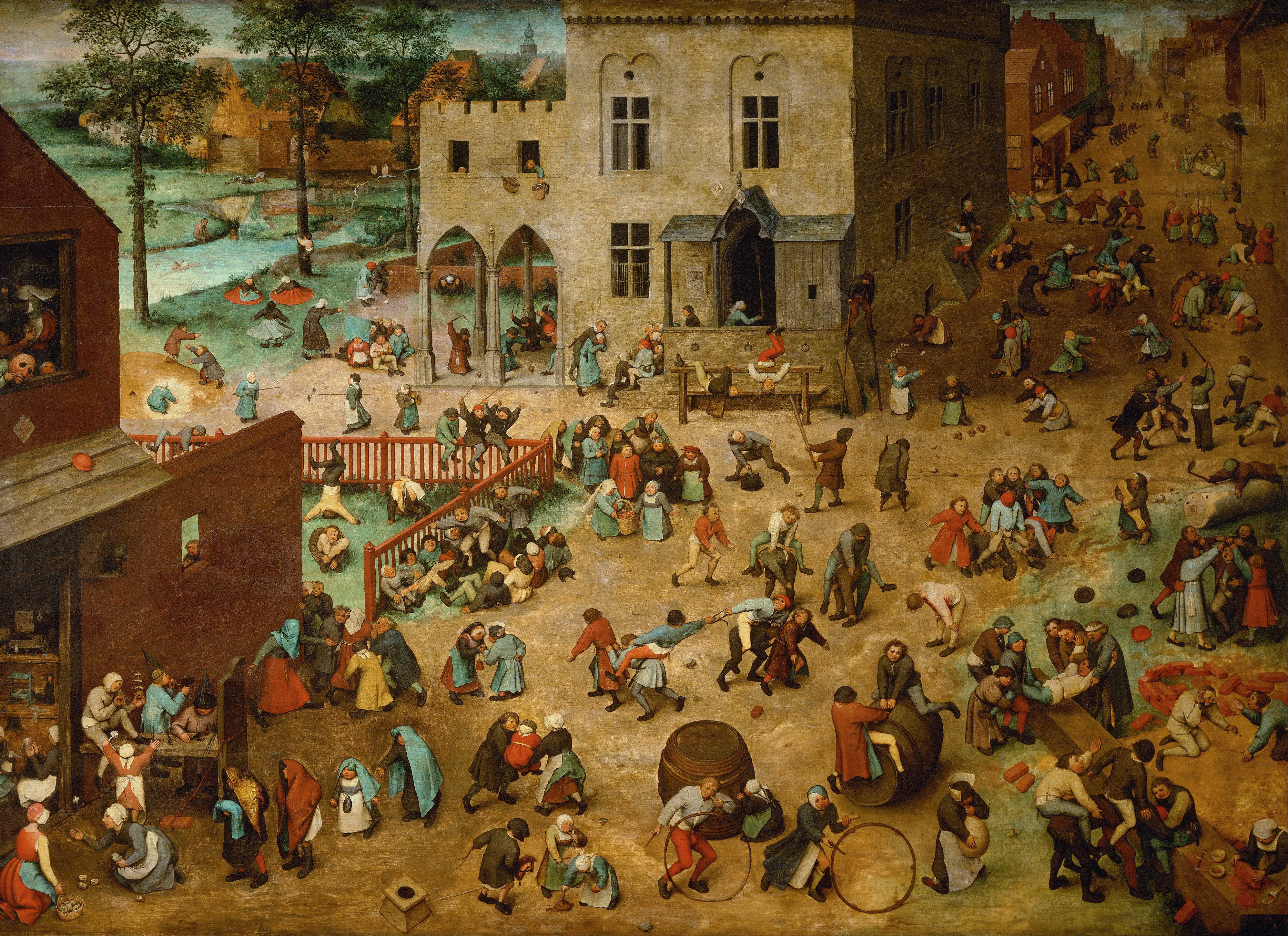
Pieter Bruegel starší: Dětské hry (1560, děti hrající si na ulici)
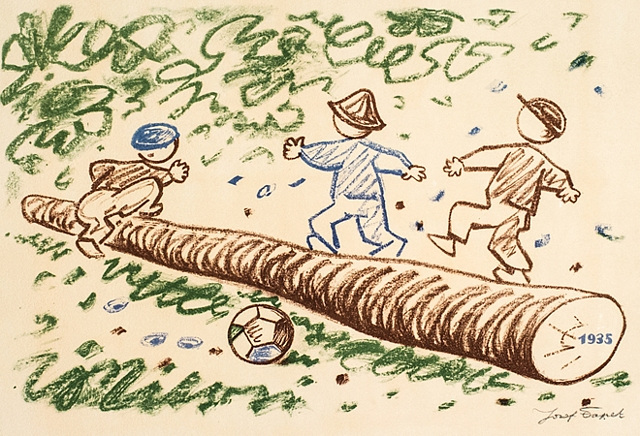
Josef Čapek - Veselý rok VII (1935, děti v přírodě)
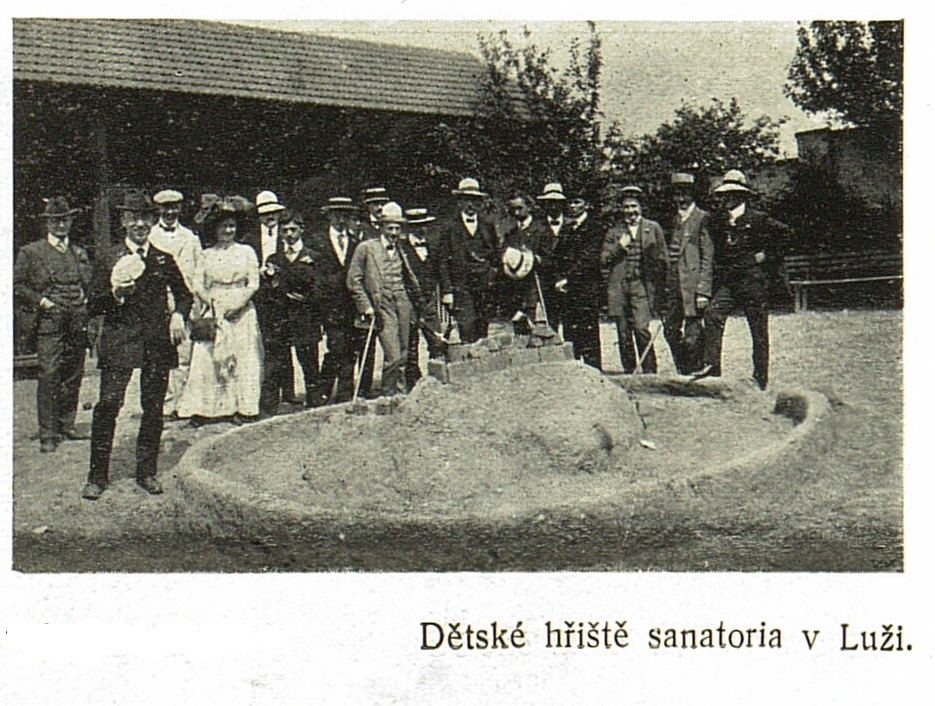
Pískoviště (dětské hřiště), Luže v roce 1910
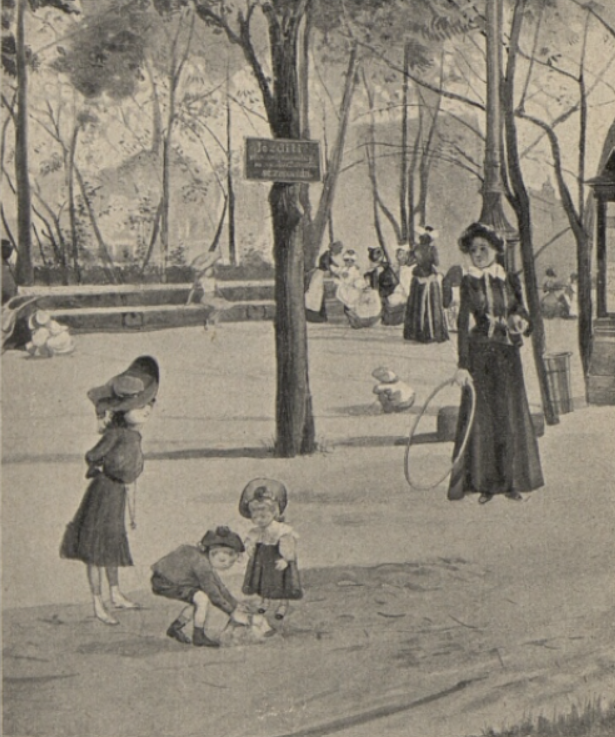
Dětské hřiště (pískoviště) na pražském Žofíně (1904)
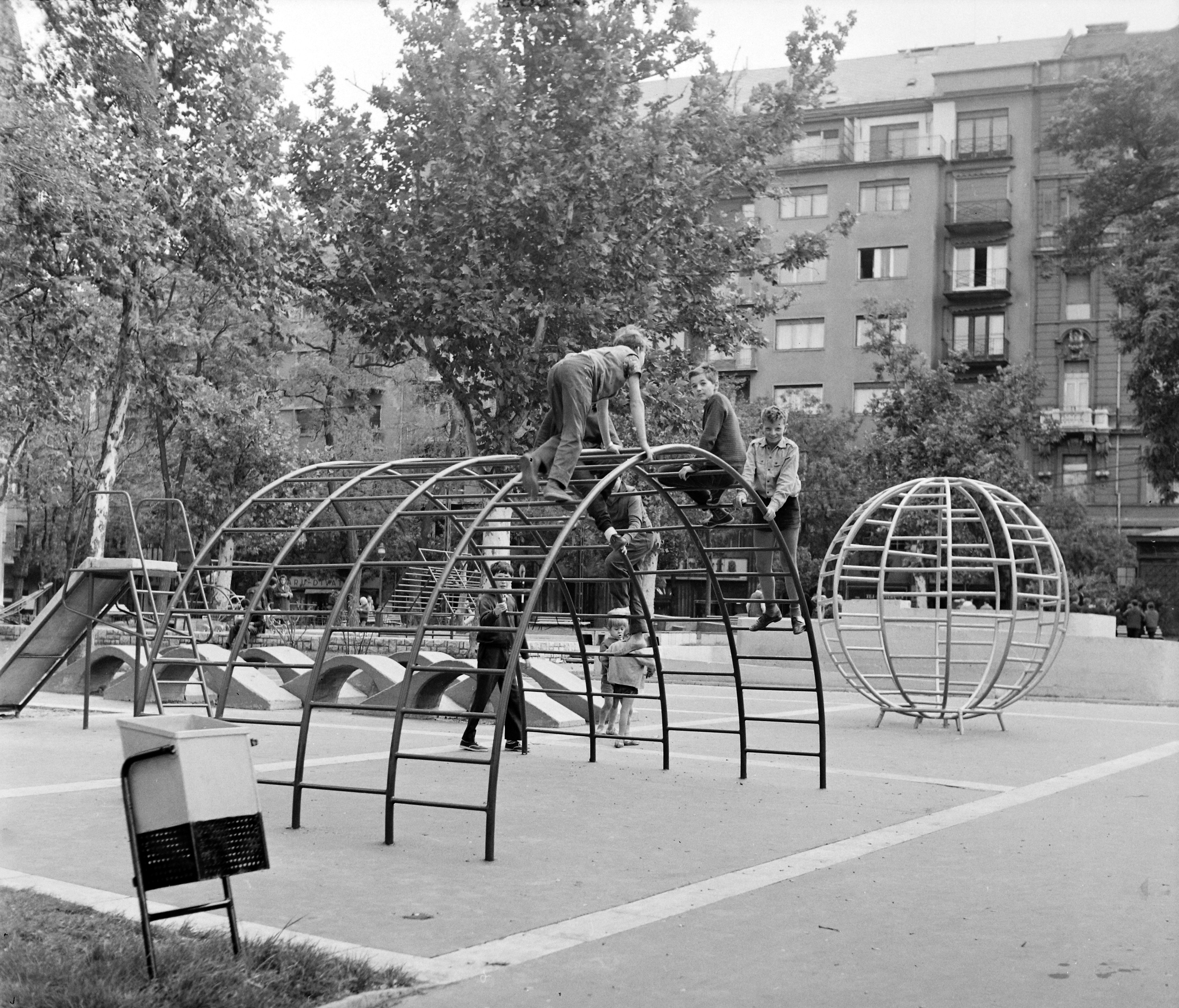
Dětské hřiště s prolézačkami, Budapešť, 1968
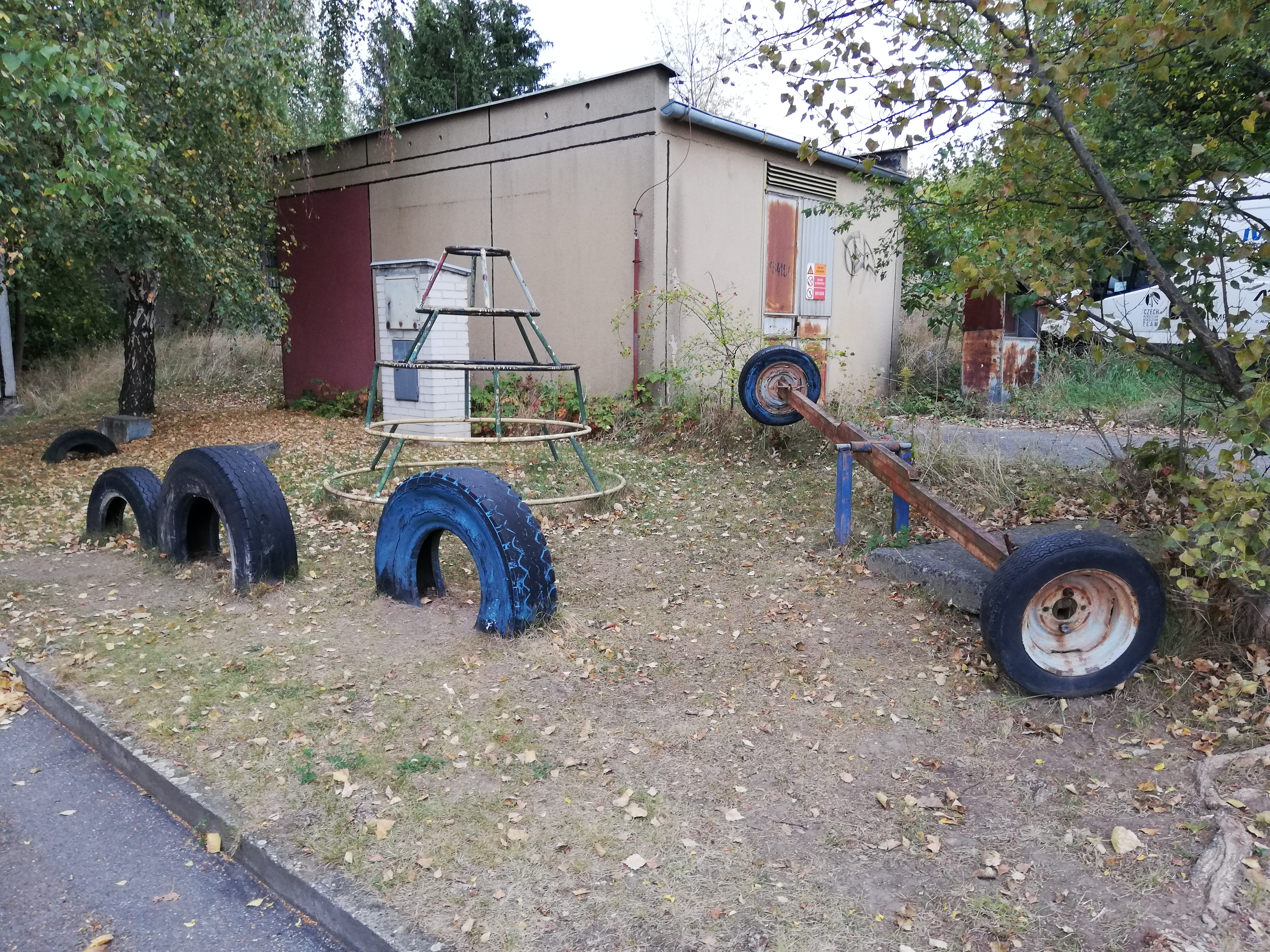
Opuštěné a zanedbané dětské hřiště s primitivními prvky z dob socialismu (Praha, stav 2023)
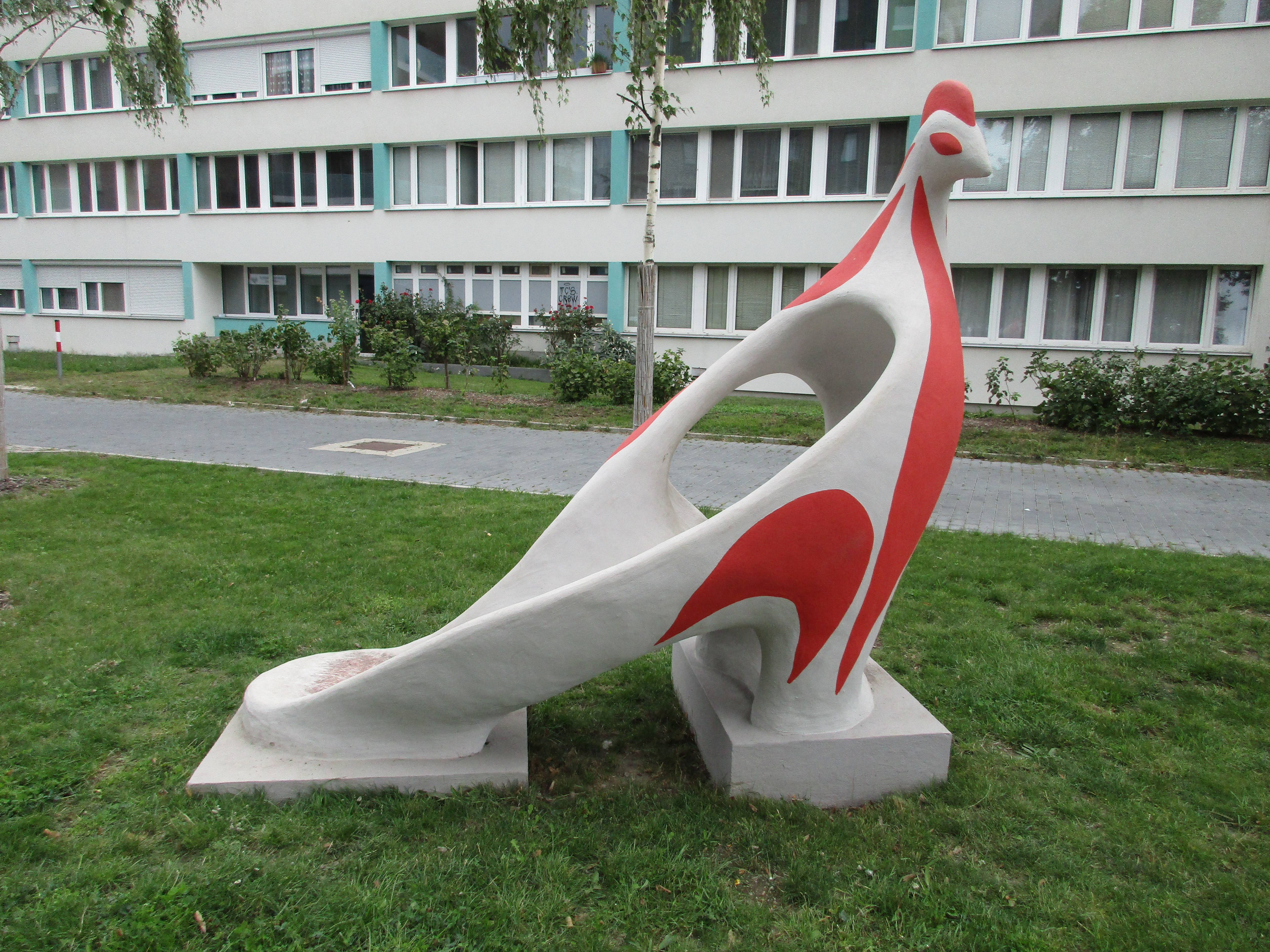
Eleonora Haragsimová: Prolézačka Slepička (Praha, Invalidovna, 1965, foto 2020)

## Bezpečnost
Pro bezpečnost zařízení užitých na dětském hřišti platí v ČR několik evropských a národních předpisů:
- Norma ČSN EN 1176:2009 stanoví všeobecné požadavky na konstrukci a dále specifické požadavky na jednotlivé herní prvky (houpačky, skluzavky, lanové  dráhy, kolotoče, kolébačky, zcela ohrazená dětská zařízení a prostorové sítě). Obsahuje také náležitosti a pokyny pro zřizování, kontrolu, údržbu a provoz dětských hřišť.
- Norma ČSN EN 1177:2009 stanoví, že povrch hřiště musí být opatřen měkkými materiály jako je písek, pryž, drť z kůry, dřevní štěpky apod.

Provozovatel dětského hřiště (většinou příslušná obec či město) má dále řadu povinností, jako je pravidelná údržba podle rozvrhu běžné údržby, preventivní opatření pro zachování bezpečnosti a funkčnosti, odstranění závad ohrožujících bezpečnost. 
Kontrola hřišť musí být zajištěna a prováděna ve stanoveném rozsahu (běžná vizuální, provozní a roční hlavní kontrola). Každé hřiště musí mít řádně vedenou dokumentaci obsahující návody k obsluze, návody ke kontrole a údržbě, certifikát o kontrole a zkoušení. Na dětském hřišti musí být umístěna informace o kontaktu pro případ úrazu nebo pro nahlášení závažných poškození zařízení.
Pro bezpečnost zařízení pro hry a sport mládeže (včetně dětských hřišť) vydaly zainteresované instituce v letech 2014 a 2016 příručku, která shrnuje potřebné informace.

## Materiály
Dětská hřiště se vyrábějí z různých materiálů, jako je dřevo (zejména smrk, oblíbený je akát pro přirozenou křivost a odolnost vůči počasí),kovy (především rovné nebo ohýbané trubky a nerezové plechy), polymery (barevnost, pro sítě polyamidy s ocelovým jádrem), kompozitní materiály (sklolamináty).
Vlastnosti povrchů dětských hřišť jsou stanoveny v závislosti na možnou kritickou výšku dopadu (která zajistí dostatečnou úroveň tlumení) normou ČSN EN 1177. Povrch podle náročnosti a nákladů může tvořit písek, kačírek, dřevní kůra (štěpka), zatravňovací dlaždice, umělý trávník, pryžová dlažba, pryžová štěpka, elastický polyuretanový povrch (EPDM povrch).
Od užívání nevhodných materiálů pro hrací prvky (ojeté pneumatiky, beton) bylo v ČR po roce 1989 upuštěno.

## Vybavení dětského hřiště
Dětská hřiště jsou v různém rozsahu vybavována následujícím zařízením:
- pískoviště
- lavičky
- prolézačky
- skluzavky
- houpačky
- houpačky nízké ukotvené
- basketbalové koše
- malé branky
- provazové atrakce
- speciální atrakce (výkyvné sedačky na pérách apod.)
- vodní prvky, jako brouzdaliště, sprchy, …
- lehký přístřešek (jako ochrana před deštěm nebo sluníčkem)
- kolotoče

## Dětská hřiště ve světě (příklady)

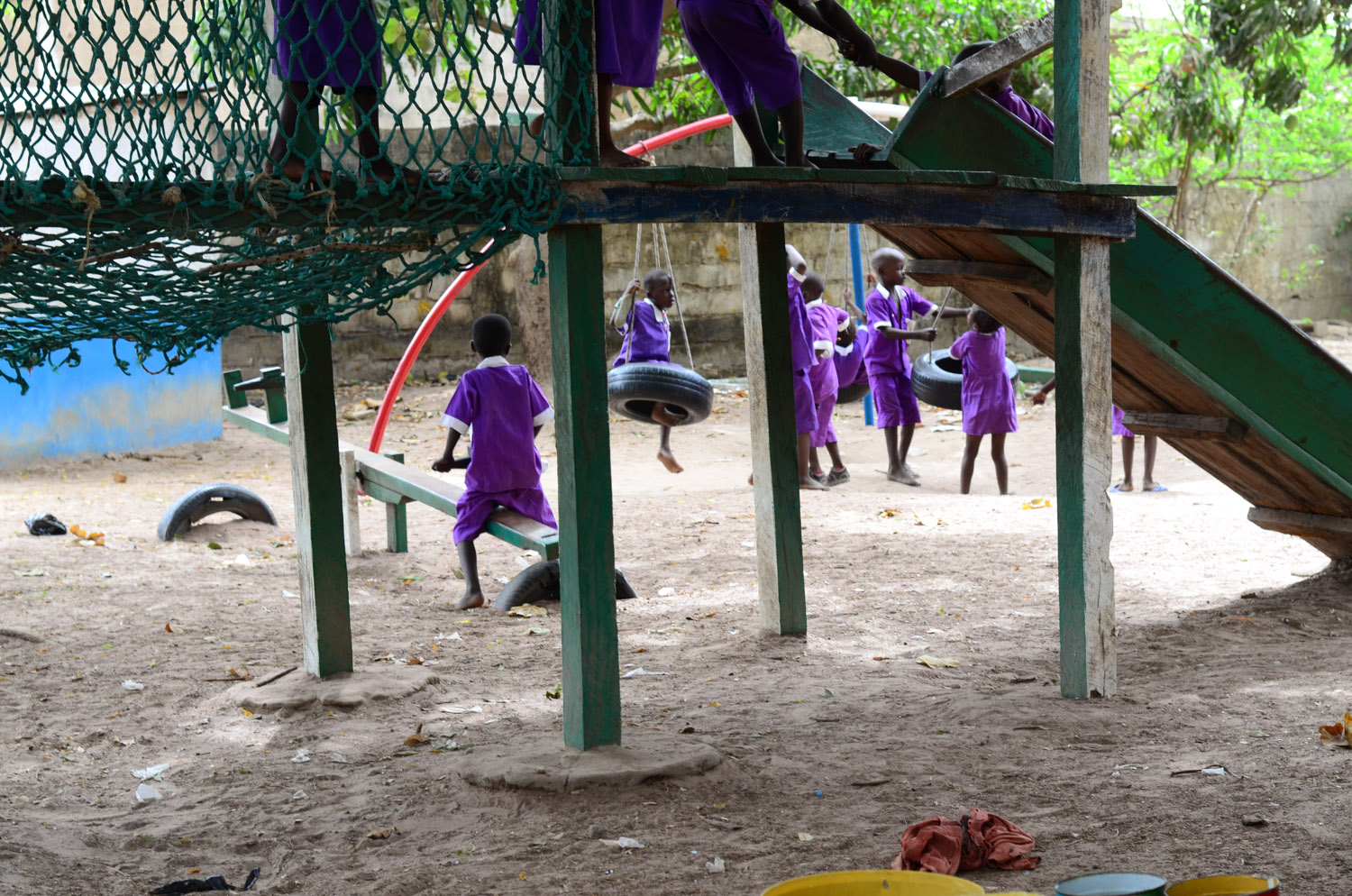
Dětské hřiště v Gambii (2014)
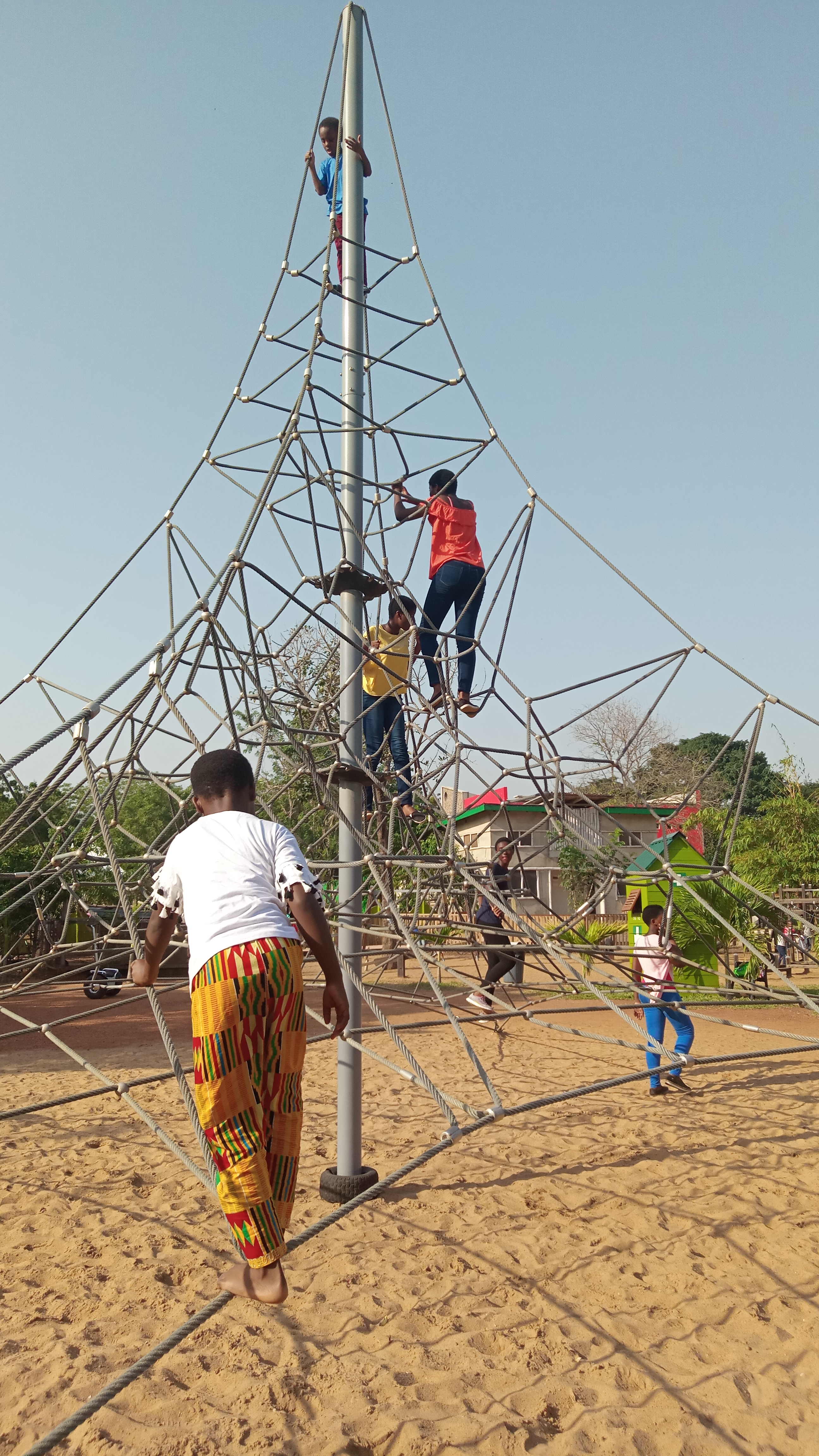
Dětské hřiště Accra (Ghana, 2019)
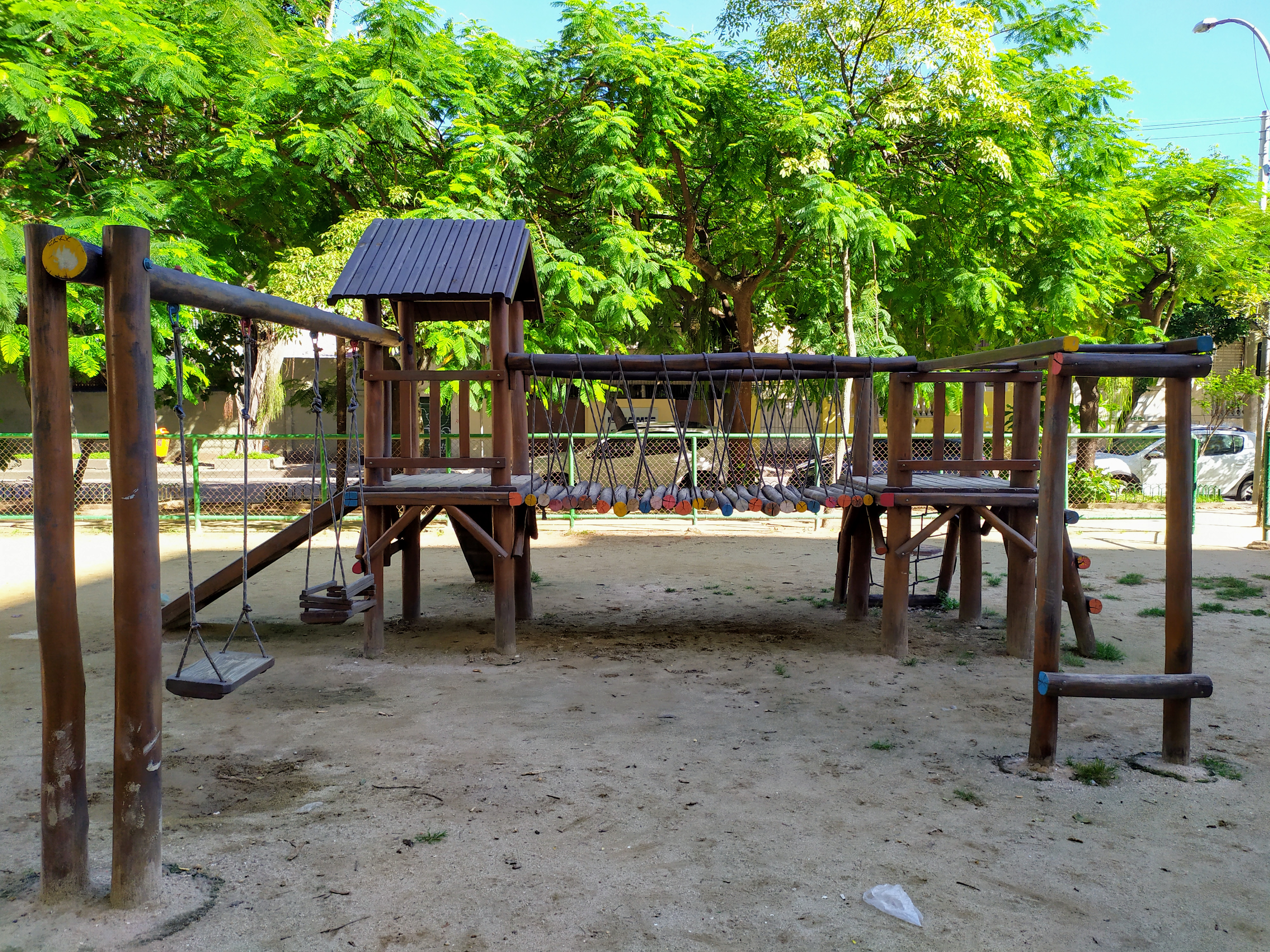
Dětské hřiště v Rio de Janeiru (Brazílie, 2020)
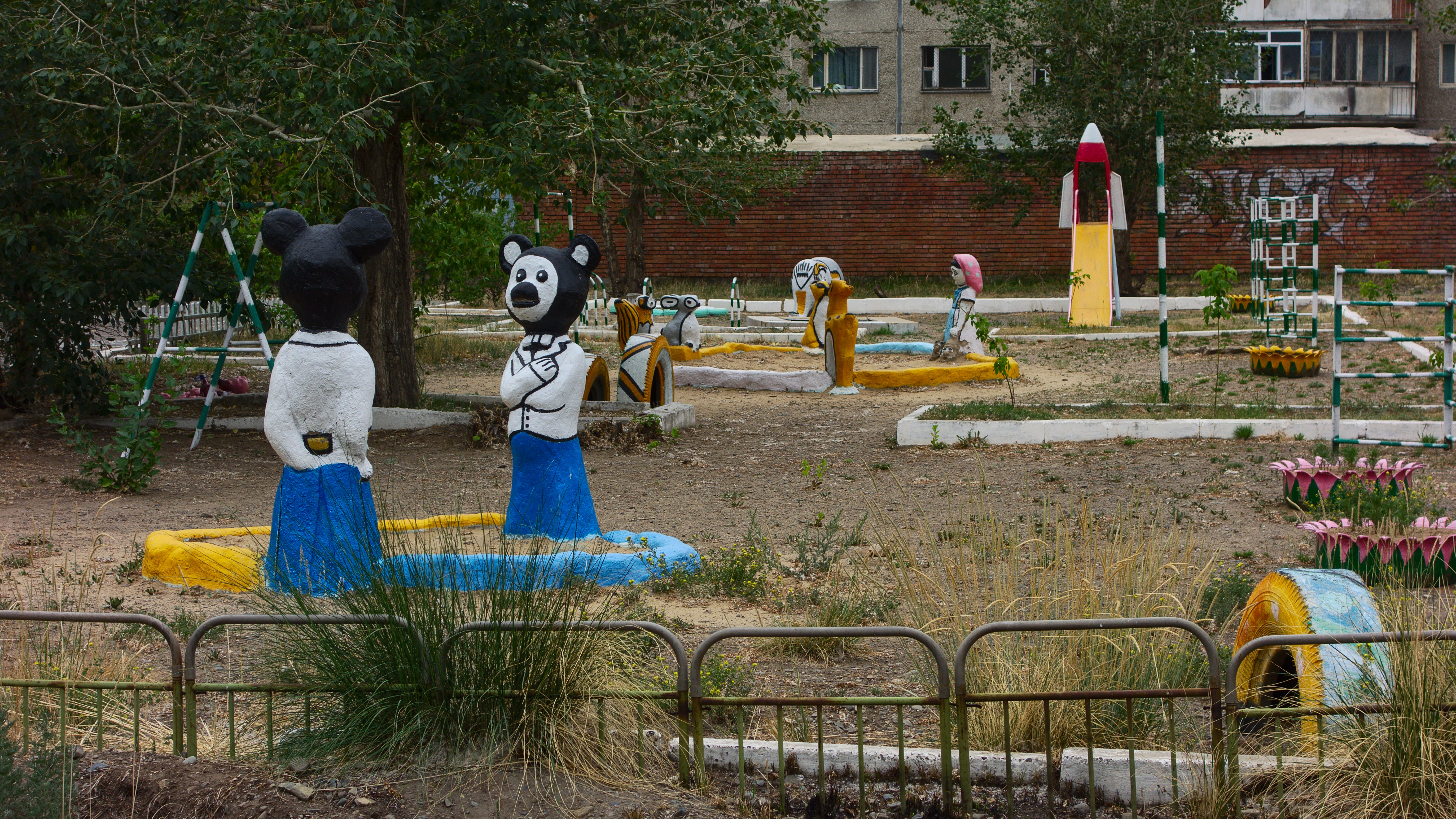
Dětské hřiště v Ulánbátaru (Mongolsko, 2015)
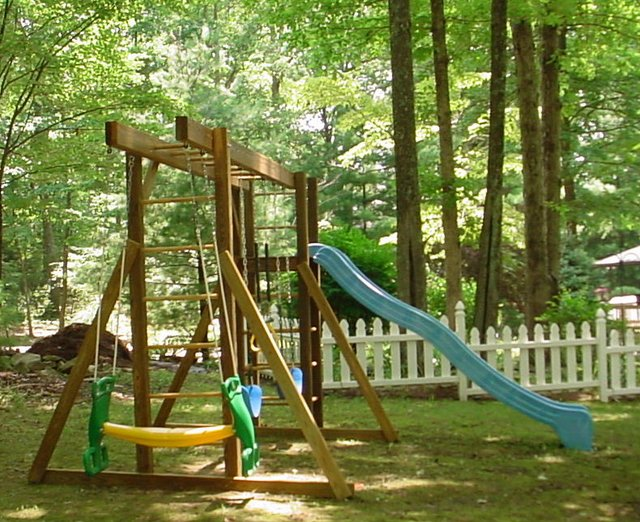
Dřevěná konstrukce se skluzavkou a závěsnou houpačkou z plastu (místo neurčeno, 2004)
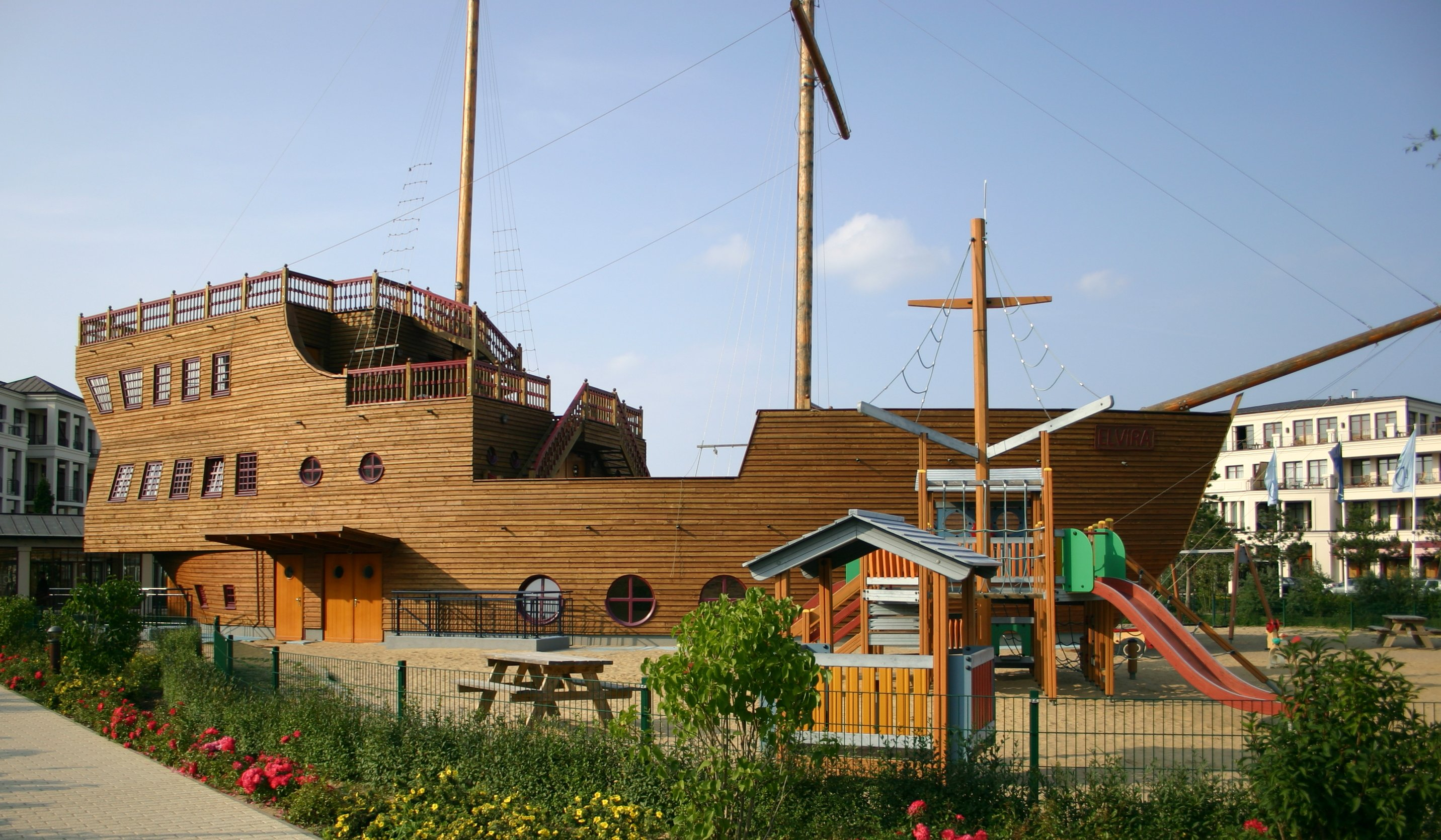
Dětské hřiště u Baltského moře v Rostocku (Německo, 2014)
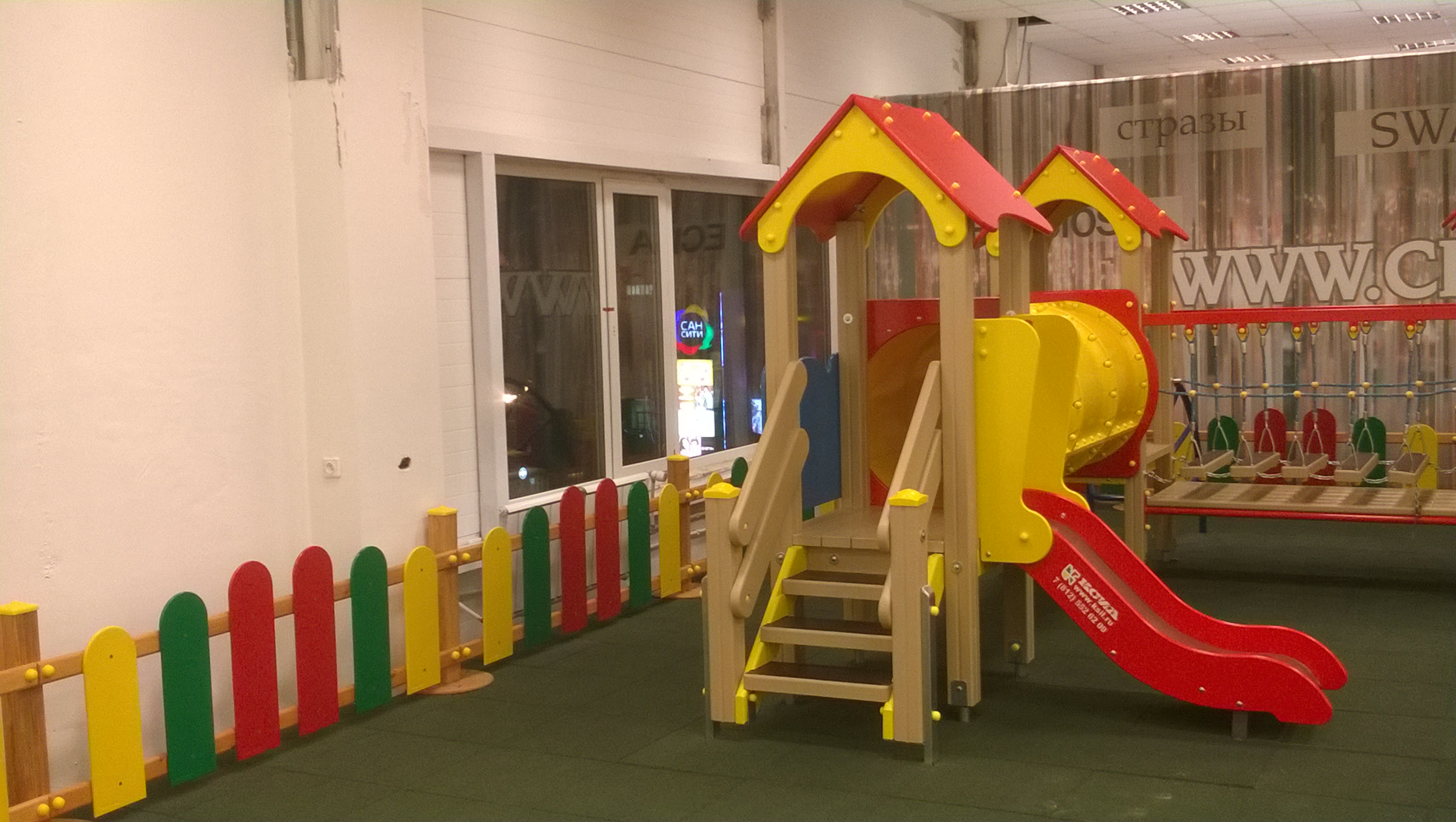
Dětské hřiště v obchodním centru, Novosibirsk (Rusko, 2015)
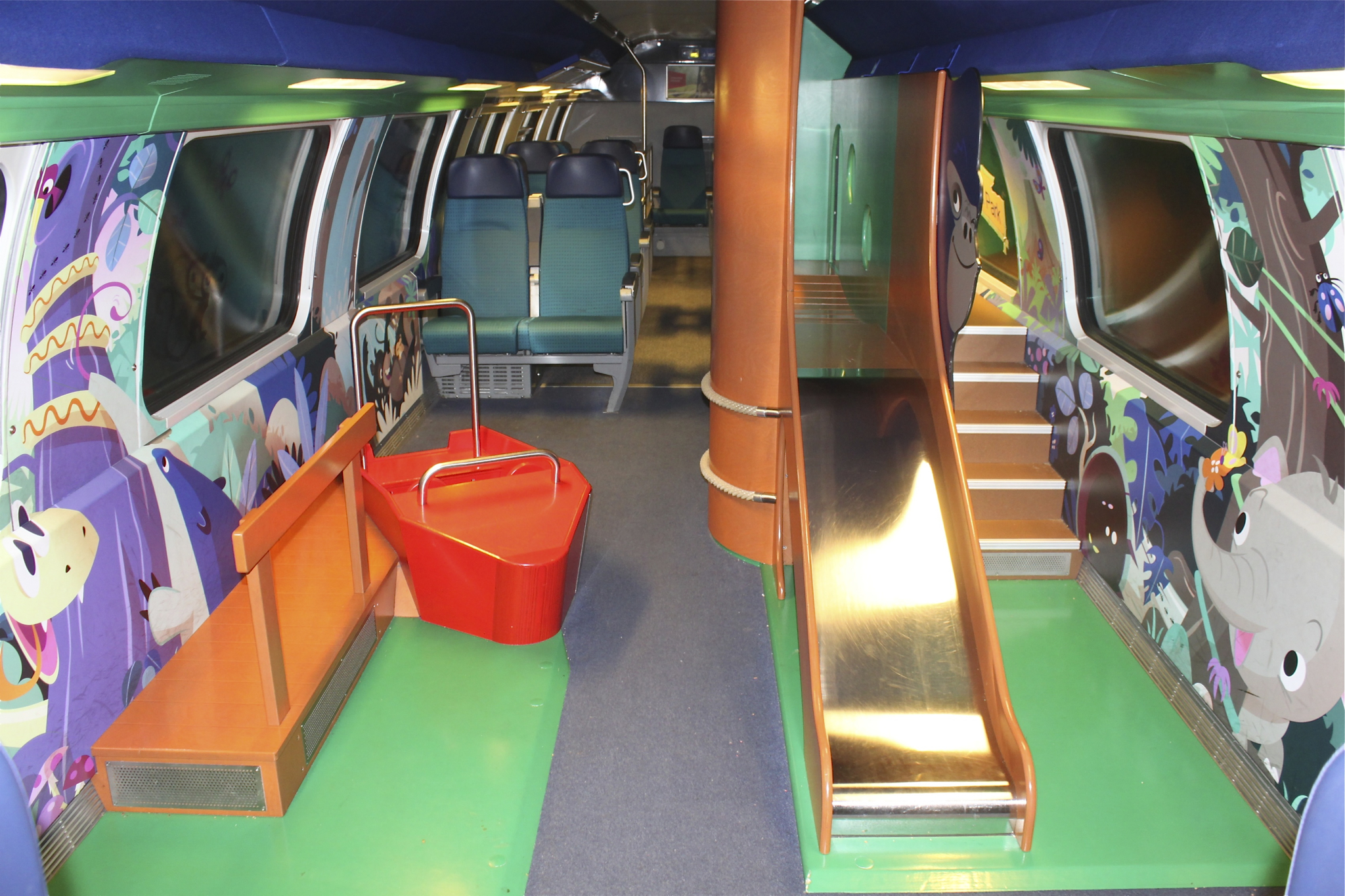
Dětské hřiště ve vlaku (Švýcarsko, 2013)
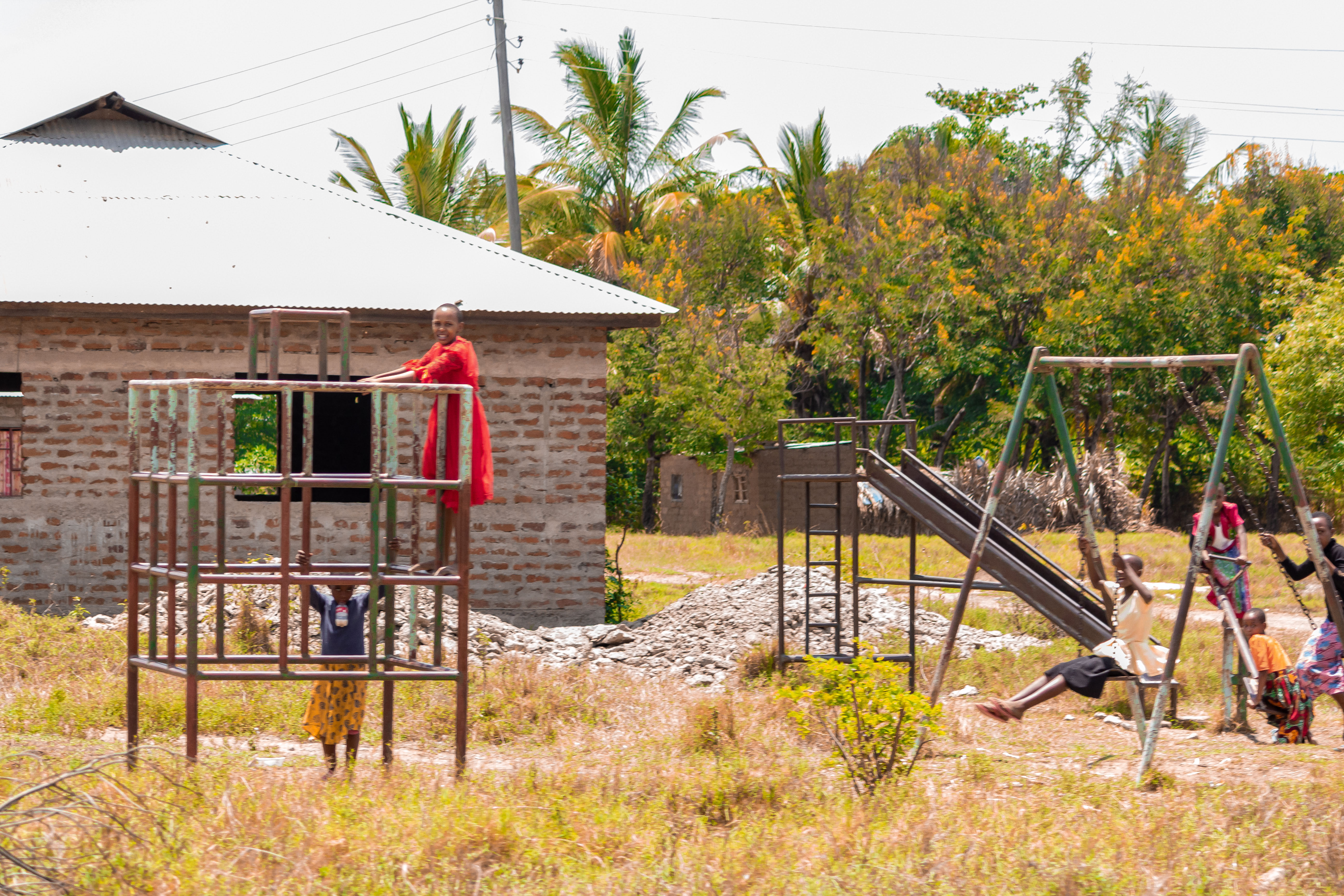
Dětské hřiště v Tanzanii (2019)